# Carlisle United FC
Carlisle United FC is een Engelse voetbalclub uit Carlisle, Cumbria, die uitkomt in EFL League Two.

## Historie
De club is opgericht in 1903, nadat twee clubs uit Carlisle een fusie aangingen (Shaddongate United en Carlisle Red Rose). De club speelt zijn thuiswedstrijden op Brunton Park. Carlisle United is de enige betaaldvoetbalclub uit het graafschap Cumbria. Afgezien van een paar seizoenen waren de Cumbrians altijd in de laagste divisie van het Engelse betaalde voetbal te vinden.
In 1995 werd de finale gehaald van de Auto Windscreen Shield. Carlisle verloor deze wedstrijd - die gespeeld werd op Wembley - door de allereerste golden goal op Wembley. Birmingham City FC won de wedstrijd met 1-0. Van de 76.000 toeschouwers die op de finale waren afgekomen, waren rond de 25.000 Carlisle supporters.
In het seizoen 2003/2004 degradeerde Carlisle voor één seizoen naar de Conference National, maar het dwong in het seizoen 2005/06 zelfs promotie af naar Football League One door kampioen te worden.

## Meest memorabele wedstrijd
Het meest memorabele seizoen in de historie van de club is het seizoen 1998/99 toen de club in the Third Division speelde. Het seizoen begon met wat wisselvallige resultaten, waarna het team rond september en oktober steeds beter begon te spelen. Daarna zakte de ploeg echter weg op de ranglijst en kwam het zelfs uit op de laatste positie en leek degradatie naar de Conference National onafwendbaar. De uiteindelijke climax zoals die zich voordeed kon echter niemand voorspellen. Het werd een van de meest memorabele momenten in de geschiedenis van het Engelse voetbal.
Carlisle United moest haar laatste wedstrijd van het seizoen thuis tegen Plymouth Argyle winnen om degradatie tegen te gaan. Directe concurrent Scarborough FC speelde op datzelfde moment tegen koploper Peterborough United en stond 1 punt voor op Carlisle. De wedstrijd aldaar eindigde in 1-1 en dus volstond een overwinning van Carlisle voor behoud in de Third Division. Carlisle kwam echter op achterstand, maar wist nog voor rust op gelijke hoogte te komen. In de tweede helft gebeurde er echter weinig en leek de wedstrijd ook op die 1-1 stand te eindigen. Na 90 minuten stond er nog altijd een stand van 1-1 op het scorebord en zou Carlisle degraderen. De scheidsrechter liet doorspelen en de minuten tikten voorbij. In de 95e minuut kreeg Carlisle een corner te nemen. Doelman Jimmy Glass sprintte naar voren en arriveerde net op tijd om bij de corner aanwezig te kunnen zijn. De corner kwam op het hoofd van Scott Dobie terecht die uiteen spatte op de handen van de keeper. De terugvallende bal kwam recht voor de voeten van Glass terecht. Hij bedacht zich geen moment en haalde de trekker over, met als resultaat een 2-1 stand voor Carlisle United en lijfsbehoud. In de vreugde bestormde een groot deel van de supporters in het uitverkochte stadion het veld. De scheidsrechter zocht de bal en zodra hij die gevonden had liep hij tergend langzaam door de feestende menigte naar de middenstip. Daar aangekomen floot hij voor het einde van de wedstrijd. Glass was de vervanger van de lokale held Tony Caig die de club in de jaren daarvoor al diverse malen had gered. Craig vertrok echter en Glass kwam en kreeg veel kritiek over zich heen. Dat alles was na deze goal meteen verleden tijd. Na de wedstrijd tekende Scarborough beroep aan tegen de uitslag van de wedstrijd tegen Plymouth. Zij gaven als reden op dat Jimmy Glass na het verstrijken van de transferperiode pas op huurbasis naar Carlisle ging. Dit beroep werd door de FA verworpen.

## Erelijst
- Football League Trophy

1997, 2011

## Bekende (oud-)spelers
- Ben Alnwick
- Chris Balderstone
- Peter Beardsley
- Stan Bowles
- Michael Bridges
- Ivor Broadis
- Tony Caig
- Charni Ekangamene
- Jimmy Glass
- Ian Harte
- Grant Holt
- Matt Jansen
- Tim Krul
- Hughie McIlmoyle
- Leon Osman
- Alan Ross
- Nacho Novo
- Nahki Wells
- Luís Pedro